# Südlicher Kurzgeschwänzter Bläuling
Der Südliche Kurzgeschwänzte Bläuling (Cupido alcetas), auch Südlicher Kurzschwänziger Bläuling, ist ein Schmetterling (Tagfalter) aus der Familie der Bläulinge (Lycaenidae) Innerhalb der Gattung Cupido gehört er zur Untergattung Everes, die an den Hinterflügeln mit kleinem Schwänzchen erkannt werden kann.

## Beschreibung

### Falter
Die Flügelspannweite der Falter beträgt 18 bis 24 Millimeter. Sie weisen einen deutlichen Sexualdimorphismus auf. Dabei sind die Flügeloberseiten bei den Männchen blau gefärbt. Der Flügelrand ist schwarz, die Fransen weiß. Die Flügeloberseite der Weibchen ist braun. Diskoidalflecke fehlen. Die Unterseiten von Vorder- und Hinterflügeln haben bei beiden Geschlechtern eine grauweiße Farbe, von der sich viele kleine schwarze Flecke abheben. Die Basalregion schimmert hellblau. Nahe am Analwinkel befinden sich sehr dünne, sehr kurze Schwänzchen. An deren Ansatz zeigt sich zuweilen auch ein einzelner orangefarbener Analfleck, der jedoch oftmals gänzlich fehlt.

### Ei, Raupe, Puppe
Das Ei ist gelbweiß gefärbt und zeigt eine feine Netzgitterstruktur mit vielen kleinen Erhebungen. Ausgewachsene Raupen sind asselförmig und haben eine grüne Farbe. Sie zeigen eine dunkle Rückenlinie und sind mit kurzen, dünnen, hellen Haaren überzogen. Die Puppe hat eine gelbliche Grundfarbe, eine aus schwarzen Punkten gebildete Rückenlinie sowie schwarzbraune Flecke an den Seiten und ist mit kurzen Borsten versehen.

### Ähnliche Arten
- Der Östliche Kurzschwänzige Bläuling (Cupido decolorata) unterscheidet sich durch einen schwarzen Diskoidalfleck auf der Vorderflügeloberseite. Zur sicheren Bestimmung ist jedoch eine genitalmorphologische Untersuchung anzuraten.
- Der Kurzschwänzige Bläuling (Cupido argiades) unterscheidet sich dadurch, dass sich stets zwei orangefarbene Flecke am Analwinkel auf der Flügelunterseite befinden.

## Verbreitung und Lebensraum
Der Südliche Kurzgeschwänzte Bläuling kommt im Südosten Österreichs sowie lückenhaft in Südeuropa, der Türkei, im Süden Sibiriens sowie im Ural und im Altai vor. Die Art lebt bevorzugt auf offenen Flächen, in lichten Laubwäldern und an den Ufern von Flüssen und Bächen.

## Lebensweise
Die Falter bilden meist drei Generationen pro Jahr aus, die von Ende Mai bis Juni, Juli bis August sowie im September anzutreffen sind. Als Nahrungspflanzen der Raupen werden Geißraute (Galega officinalis), Bunte Kronwicke (Coronilla varia), Futterwicke (Vicia sativa) und Hopfenklee (Medicago lupulina) genannt. Die Falter leben in Symbiose mit Ameisen. Die ausgewachsenen Raupen überwintern.